# Нощна стража
Вижте пояснителната страница за други значения на Нощна стража.
„Нощна стража“ (на нидерландски: De Nachtwacht) е картина на Рембранд ван Рейн. Тя е започната през 1640 г. и е завършена през 1642 г. Изложена е в музея Рийксмузеум в Амстердам.
Истинското име на картината е „Ротата на капитан Банинг Кок“. Тъй като престояла дълги години в мазе, почерняла, и когато я открили, решили че се нарича „Нощна стража“ заради тъмния фон, с което име е по-известна и днес. Тя е творение на майстора на играта със светлината Рембранд (1606-1669 г.). Макар и една от най-известните картини, в миналото не е била одобрена от поръчалите я, защото очаквали да бъдат нарисувани в редица, като портрет, какъвто бил обичаят по онова време, и не била изложена на показ.
С тази картина започнало финансовото падение на Рембранд. В творчеството си той е изобразявал по характерен начин именно светлината в картините си – в конкретния случай лейтенанта на ротата – до капитан Банинг Кок и детето на предна линия. За най-известните картини на Рембранд са позирали негови близки – съпругата му Саския Ван Ойленбург, Хенрикие Щофелс, брат му, синът му Титус и други. Други известни картини на автора са „Даная“, „Връщането на блудния син“, „Урок по анатомия на професор Тулп“, „Флора“, „Мъж с шлем“, множество портрети на нидерландските гилдии и автопортрети, офорти.